# Heinz Zwanziger

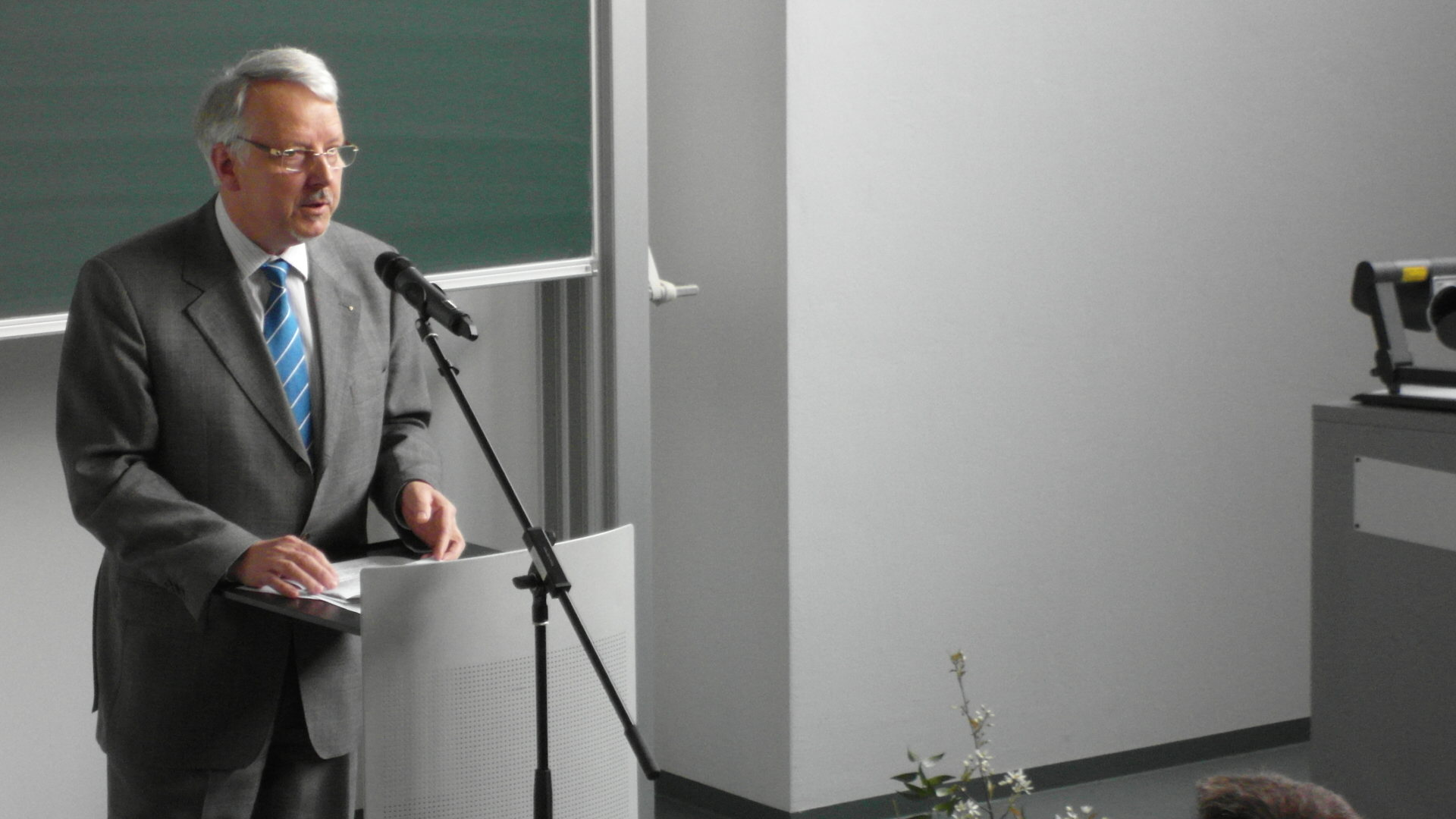
Heinz Zwanziger (2012)

Heinz W. Zwanziger (* 8. August 1947 in Taucha) ist ein deutscher Chemiker und Professor für Analytische Chemie. Er widmete sich insbesondere der Forschung und der Ausbildung von Ingenieuren auf dem Fachgebiet Angewandte Chemie. Von 2000 bis 2012 war er Rektor der Hochschule Merseburg in Sachsen-Anhalt.

## Leben
Heinz Zwanziger wurde in Taucha bei Leipzig geboren. Hier besuchte er bis zur 8. Klasse die Geschwister-Scholl-Oberschule und danach eine Erweiterte Oberschule (EOS) in Leipzig, wo er 1966 sein Abitur ablegte. Gleichzeitig schloss er eine Berufsausbildung als Chemielaborant in Böhlen ab.
Sein anschließendes Studium der Chemie führte ihn seit 1966 an die Karl-Marx-Universität Leipzig. Er erlangte hier seinen Abschluss als Diplom-Chemiker, danach schloss er ein Forschungsstudium an, das er 1973 mit seiner Dissertation mit dem Thema „Zur quantenchemischen Behandlung von Metallkomplexen, insbesondere von Halogenid[komplexen] und Pseudohalogenidkomplexen des Goldes“ erfolgreich als Dr. rer. nat. beendete.
Erste Berufserfahrungen als Chemiker sammelte er während seiner Tätigkeit als Wissenschaftlicher Assistent und als „Fachchemiker für Analytik und Spektroskopie“ an der Universität Leipzig, seit 1978 am Bereich Medizin.
Im Jahre 1984 wechselte er für 5 Jahre als Wissenschaftlicher Mitarbeiter an das Analytische Zentrum und Zentrallabor für Kohleanalytik Leipzig. In dieser Zeit entstand auch seine Habilitationsschrift zum Thema „Mustererkennung und Mehrkomponentenanalytik mit multivariaten chemometrischen Methoden“, die er 1988 an der Universität Leipzig verteidigte und damit den höchsten akademischen Grad erlangte, der später in Dr. rer. nat. habil. gewandelt wurde.

## Als Hochschullehrer bei Umgestaltung und Neubeginn in Merseburg
Im Jahre 1989 bekam er eine Berufung als Hochschuldozent für Analytische Chemie an die Technische Hochschule „Carl Schorlemmer“ Leuna-Merseburg  (THLM).
Mit der deutschen Wiedervereinigung vom 3. Oktober 1990 fielen die Universitäten und Hochschulen aus der Verantwortung des Ministeriums für das Hoch- und Fachschulwesen der DDR in die dezentrale Verantwortung und Finanzierung der fünf neuen Bundesländer. Diese waren daher genötigt, jeweils eine eigene Hochschulstruktur in ihrem Bundesland zu schaffen, sodass Zwanziger hier einen grundlegenden Umgestaltungsprozess durchlebte.
Die Landesregierung von Sachsen-Anhalt hatte bereits Anfang Dezember 1990 die Abwicklung der Hochschule für Landwirtschaft in Bernburg, der TH Köthen und der TH Leuna-Merseburg beschlossen, an der Zwanziger gerade vor einem guten Jahr als Hochschullehrer begonnen hatte. Das erste Hochschulstrukturgesetz (HSG) des Landes Sachsen-Anhalt vom 28. Februar 1992 legte die Aufhebung dieser Hochschulen fest, und an ihrer Stelle sollten Fachhochschulen neu entstehen.
Im Arbeitsumfeld von Zwanziger wurde eine Evaluierung der TH Leuna-Merseburg durch den Wissenschaftsrat durchgeführt, in deren Ergebnis die drei leistungsstarken und konkurrenzfähigen Fachbereiche Chemie, Verfahrenstechnik sowie Werkstoff- und Verarbeitungstechnik mit der Martin-Luther-Universität Halle-Wittenberg (MLU) vereinigt wurden. Für diesen Vereinigungsprozess war eine spezielle Integrationskommission tätig (Vertreter der THLM: Wolfgang Fratzscher). Diese Vereinigung ist jedoch nicht stabil wirksam geblieben, sodass sich die technikwissenschaftlichen Strukturen an der MLU später wieder aufgelöst und teilweise an die Otto-von-Guericke-Universität Magdeburg verschoben haben.
Zwanziger erlebte dann, wie parallel zum 1. April 1992 die neue Fachhochschule Merseburg gegründet wurde, die den Absolventenbedarf im Südraum von Sachsen-Anhalt abdecken sollte. Hierher wurde von der Hochschule für Angewandte Wissenschaften Hamburg der Mathematiker Lothar Teschke als Professor berufen und zugleich mit den Aufgaben eines Gründungsrektors betraut. In Merseburg bestand ein seit 1954 gewachsener Hochschulcampus, der es erlaubte, die neue Fachhochschule unterzubringen. Zum 1. Februar 1993 übernahm Teschke dann mit seiner neu gegründeten Fachhochschule auch die Hausherrenfunktion über den gesamten Campus.
Auch konnte Zwanziger beobachten, wie Teschke begann, die FH Merseburg fachlich zu profilieren und hierzu einen neuen Lehrkörper aufzubauen. Er bildete Fachbereiche, mit denen wichtige Fachgebiete wie Chemie und Chemische Technologien, Maschinenwesen und Wärmetechnik, Informatik, Elektrotechnik, Automatisierungstechnik, Nachrichtentechnik, Wirtschaftswissenschaften und Sozialwesen abgedeckt wurden. Bei der Rekrutierung seiner Professorenschaft griff Teschke auf fachlich hervorragende und teilweise habilitierte sowie politisch unbelastete Nachwuchswissenschaftler aus der THLM und der Region zurück, die er durch Berufungen von Erfahrungsträgern aus den alten Bundesländern systematisch ergänzte. Zwanziger hat sich daher auf eine entsprechende Ausschreibung beworben, und er erhielt 1993 eine Berufung als Professor für Chemie/Analytik an diese neu gegründete Fachhochschule. Zum 31. März 1993 war auch die juristische Aufhebung der THLM erfolgt.
Zwanziger baute sein Fachgebiet grundlegend auf – sowohl hinsichtlich der Lehre als auch zugehöriger Forschungen. Damit trug er in der ersten Professorengeneration zur Profilbildung dieser neuen Fachhochschule und ihrer internationalen Vernetzung maßgeblich bei.

## Rektor in Merseburg
Bereits im Jahre 1994 ging der Gründungsrektor Teschke wieder an seine Hochschule nach Hamburg zurück. Als seine Nachfolgerin im Rektorenamt wurde Johanna Wanka im Frühjahr 1994 gewählt. Sie war gleichfalls Mathematikerin, und sie setzte den Ausbau der FH Merseburg im Sinne von Teschke fort, wobei sie die Anzahl der Fachbereiche weiter auf sechs ausbaute.
Im Oktober 2000 wurde Wanka als Bildungs- und Hochschulministerin für das Land Brandenburg nach Potsdam berufen. Als ihr Nachfolger im Rektorenamt der FH Merseburg wurde Zwanziger gewählt, der diese Aufgabe während dreier Wahlperioden bis zum April 2012 ausgeführt hat.
Ebenfalls hat Zwanziger die fachliche Profilierung der Hochschule sichtbar fortgeführt. Dabei konnte er sich auf den promovierten Volljuristen Bernd Janson stützen, der die Hochschulverwaltung von Anfang an als Kanzler mehr als 20 Jahre geführt hat. Von seiner Vorgängerin Wanka hatte Zwanziger die Struktur mit sechs Fachbereichen übernommen, die auch bis zum Studienjahr 2004/2005 bestand:
- Informatik und Angewandte Naturwissenschaften
- Chemie-  und Umweltingenieurwesen
- Maschinenbau
- Elektrotechnik, Informationstechnik und Medien
- Soziale Arbeit.Medien.Kultur.
- Wirtschaftswissenschaften.

Mit dem Studienjahr 2005/2006 wurde unter dem Rektorat von Zwanziger die Struktur auf vier Fachbereiche konzentriert, begründet in einer Anpassung an eingetretene demografische Entwicklungen sowie finanzielle Zwänge und die hieraus folgenden Spezialisierungen an den einzelnen Fachhochschulen des Landes Sachsen-Anhalt:
- Informatik und Kommunikationssysteme
- Ingenieur- und Naturwissenschaften
- Soziale Arbeit. Medien. Kultur
- Wirtschaftswissenschaften.

Zwanziger hat die anwendungsorientierten Forschungsarbeiten – insbesondere mit der chemischen Großindustrie der Region wie The Dow Chemical Company als weltweit zweitgrößter Chemiekonzern (Hauptsitz in USA) –  während seiner Rektoratsperiode aktiviert und gleichfalls an die neue Struktur der Fachbereiche angepasst. Insbesondere hat er auf der Grundlage dieser neuen Struktur auch die interdisziplinäre Forschung stärker entwickelt sowie den Transfer von Forschungsleistungen besonders gefördert. Als eine wichtige Säule der Forschungstätigkeiten wurde von Zwanziger die Arbeit in den An-Instituten angesehen:
- Fluid- und Pumpentechnik (Leiter: Dominik Surek)
- Multimediale Informationsverarbeitung, Kommunikationstechnologie und Entwicklungstendenzen
- Forschungs- und Beratungszentrum für Maschinen- und Energiesysteme.

Auch unterstützte Zwanziger den Ausbau der bereits Anfang der 1990er-Jahre begonnenen Sammlung von Sachzeugen der chemischen Groß-Industrie, die hier regional stark vertreten ist (Nachfolger von Leuna, Buna). Er stützte sich hierbei auf den technikgeschichtlich interessierten Bibliotheksdirektor Klaus Krug als führendem Kopf, sodass sich schrittweise auf dem Campus Merseburg ein Deutsches Chemie-Museum Merseburg mit europäischem Rang entwickelt hat.

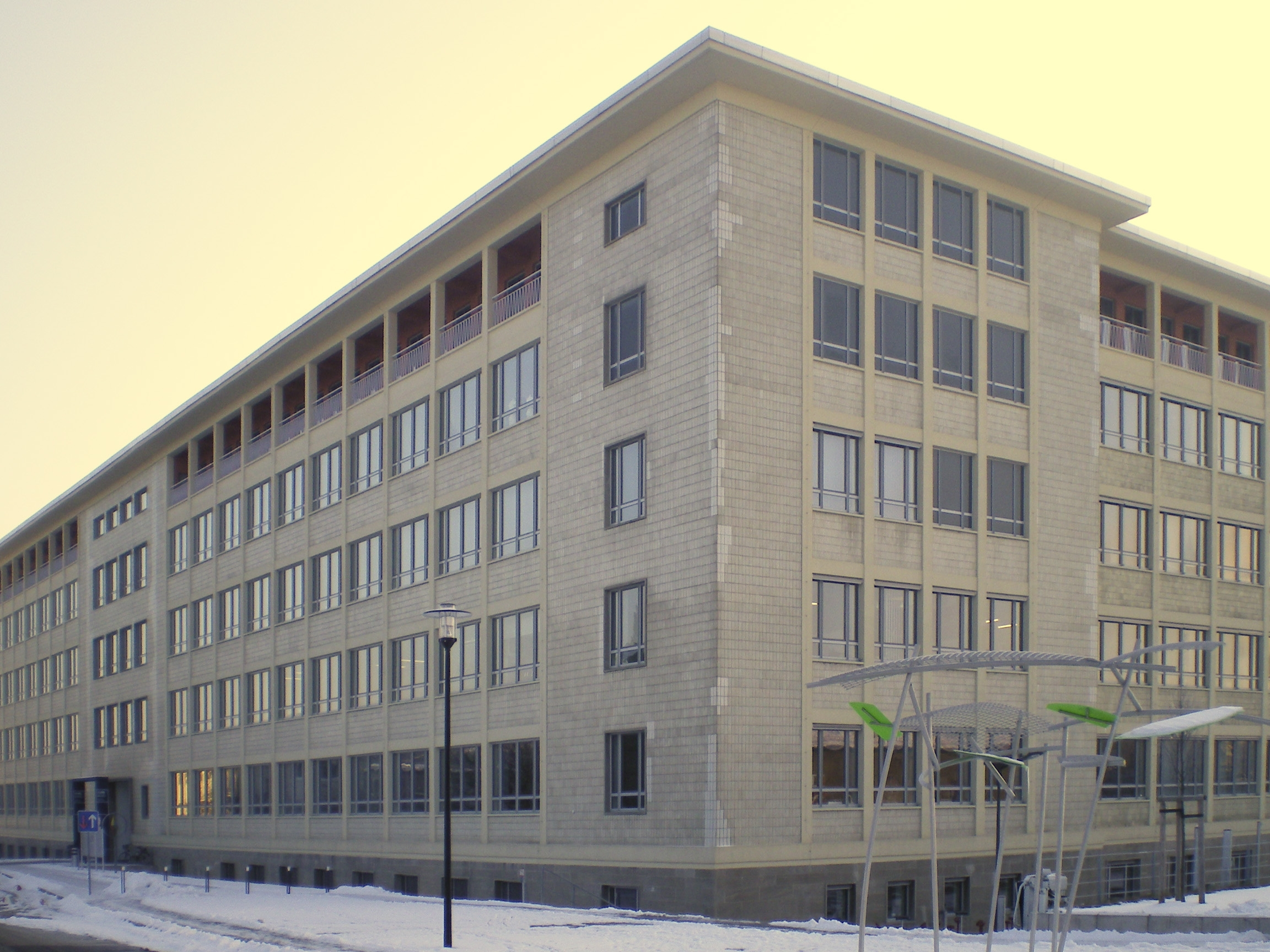
Hauptgebäude auf dem Campus Merseburg nach der Sanierung

Während seiner Amtszeit als Rektor hat Zwanziger auch eine grundlegende Sanierung des Hochschulcampus durchgeführt und diesen auf den verringerten Raumbedarf der Fachhochschule mit vier Fachbereichen zugeschnitten. Insbesondere wurden die wichtigsten Einrichtungen im Hauptgebäude konzentriert einschließlich Rektorat, Kanzlerbereich, Prorektorate, Dekanate, Hochschulbibliothek und Mensa.
Zwanziger bewirkte im Ergebnis einer positiven Entwicklung seiner Hochschule, dass seit dem Studienjahr 2004/2005 die Bezeichnung „Fachhochschule Merseburg“ in die neue Bezeichnung „Hochschule Merseburg“ (HoMe) – University of Applied Sciences – übergeführt wurde.
Das unmittelbar benachbarte Bundesland Sachsen folgte ebenfalls den Empfehlungen des Wissenschaftsrates und hat fünf Technische Hochschulen geschlossen. An ihrer Stelle wurden hier ebenso die weniger kostenintensiven Fachhochschulen neu gegründet, unmittelbar benachbart die Hochschule für Technik, Wirtschaft und Kultur (HTWK) anstelle der TH Leipzig. Zwanziger hat zur HTWK Leipzig stets enge Kontakte unterhalten, nicht zuletzt zu seinem Professorenkollegen Ziegler, der zugleich mehr als 20 Jahre dort als Kanzler gewirkt hat und mit dem er schon zusammen studiert hatte.

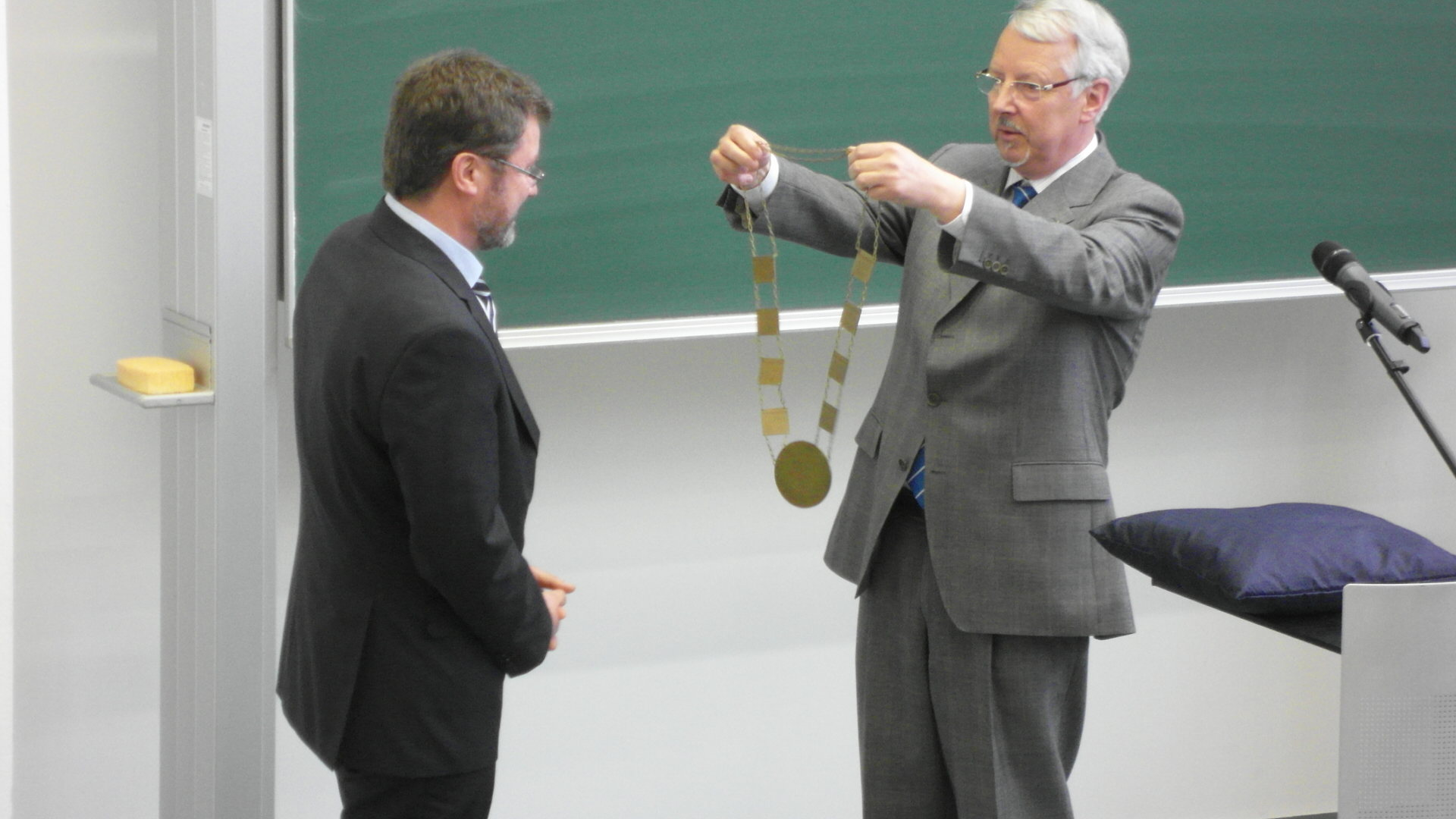
Heinz Zwanziger übergibt Amtskette an Rektor Jörg Kirbs (2012)

Seine Beziehungen zur HTWK pflegte Zwanziger in dem Bewusstsein, dass beiden Nachbarhochschulen eine hohe Bedeutung zukommt, weil sie für den mitteldeutschen Raum mit seinem großen Industrieanteil nicht nur den Nachwuchs absichern müssen, sondern zudem auch noch vielfältige Aufgaben der beiden aufgelösten Technischen Hochschulen zu übernehmen haben, insbesondere beim Technologietransfer sowie in der industrienahen Forschung und in der Weiterbildung.
Als Nachfolger im Rektorenamt wurde der Professor für Technische Mechanik Jörg Kirbs gewählt, dessen Investitur am 12. April 2012 erfolgte. Zwanziger ging zum Ende des Studienjahres 2011/2012 in den Ruhestand.
Danach befasste er sich trotz systemischer Krebserkrankung mit der Münzgeschichte Merseburgs, der Heimatgeschichte Zöschens und veröffentlichte 2020, zusammen mit Eduard Sorkau, das Fachbuch „Kalibration analytischer Methoden. Theorie & Techniken.“ (siehe Weblinks)

## Schriften (Auswahl)
- Zur quantenchemischen Behandlung von Metallkomplexen, insbesondere von Halogenid[komplexen] und Pseudohalogenidkomplexen des Goldes. Dissertation. Universität Leipzig, Mathematisch-Naturwissenschaftliche Fakultät 1973.
- Mustererkennung und Mehrkomponentenanalytik mit multivariaten chemometrischen Methoden. Habilitation (Dissertation B). Universität Leipzig 1988.
- Chemometrics in environmental analysis. VCH Verlag, Weinheim 1997, ISBN 3-527-28772-8 (mit Jürgen W. Einax und Sabine Geiss).
- Als Hrsg.: 2. Tagung der Nachwuchswissenschaftler an der Fachhochschule Merseburg. Shaker Verlag, Aachen 2001, ISBN 3-8265-9451-7.
- Kalibration analytischer Methoden. Theorie & Techniken. Eine Orientierungshilfe. Hochschulverlag Merseburg. Merseburg 2020, ISBN 978-3-948058-33-3 (mit Eduard Sorkau).